# Polhem (1858)
Polhem var ett svenskt ångfartyg, som sjösattes 1858 på Motala varv, Norrköping och sattes in som postångare vintertid på trader i Östersjön. Den trafikerade framför allt linjen Stockholm–Visby och var förstärkt för isbrytning.
Hon var det huvudsakliga expeditionsfartyget vid Svenska Spetsbergenexpeditionen 1872–1873 och övervintrade i isen i Mosselbukten på norra Spetsbergen. Där inrättade expeditionen under Adolf Erik Nordenskiöld en bas på land, som också fick namnet Polhem.
År 1881 övergick i flottans tjänst, döptes till Ran och blev sjömätningsfartyg. Det tidigare örlogsfartyget Ran döptes om till Drott och blev kungafartyg för Oscar II.
Ran deltog i flera expeditioner såsom Svensk-ryska gradmätningsexpeditionen till Spetsbergen 1899–1902.